# Капральство
Капра́льство — должность, звание капрального, и наименование формирования в сухопутных войсках вооружённых сил государств мира.
Формирование именовалось по названию заведующего им чина, то есть его командира — капрала, имевшего звание Капра́льный, или капральный унтер-офицер. В России чин «капрал» появился в 1647 году, при царе Алексее Михайловиче, под названием «корпорала», в полках нового строя, а документально введено «Воинским уставом» Петра I.

## История
Создание регулярных вооружённых сил потребовало создание различных формирований от самых больших до маленьких, для их лучшего использования в военном деле, для удобства эволюций. Так и были образованы капральства как часть роты (эскадрона), которой заведовал капрал.

Офицерам места иметь по сему: капитан посередь роты, (под)поручику с правой стороны, фендриху, а буде нет, то сержанту, с левой, по концам роты. Всем сим стоять место в первой или другой шеренге спереди, отнюдь не стоять позади, дабы удобнее было видеть и повелевать. Поручику назади смотреть над всей линеей своей роты, капралам каждому у своего капральства с правой стороны той же шеренги стоять и смотреть над солдатами, чтобы то исправно было, что прикажет вышней офицер; сержанту у роты так поступать, как маеору в полку, каптенармусу и фуриру помогать порутчику позади.— «УЧРЕЖДНИЕ К БОЮ ПО НАСТОЯЩЕМУ ВРЕМЕНИ», 1708 г., с поправками рукою Петра I. 
В Вооружённых силах Российской империи, до царствования Императора Николая I, пока существовали капралы в Русских гвардии и армии, были и капральство, и составляло оно ¼ роты рода оружия, например артиллерийская рота артиллерии войск Цесаревича в Гатчине была разделённая на четыре капральства: три пеших и одно конное, по три орудия в каждом. Позднее в ВС России капральство было заменено «отделением».
Капральства имелись и в военных учебных заведениях России, например в Пажеском Его Императорского Величества корпусе пажи, в строевом отношении, составили роту, разделенную на 4 ранжированных и одно неранжированное капральства.
На начало XX века капральство составляло в вооружённых силах европейских государств:
- Франции — 12 — 15 человек[7] личного состава;
- Германии — Kaporalschaft — ⅛ часть роты[7], в другом источнике указано что рота, эскадрон и батарея в хозяйственном отношении не имели самостоятельного значения, и для внутреннего управления они подразделялись на капральства; из нескольких капральств слагалось отделение; число капральств в роте, а также число нижних чинов, составляющих капральство, неопределенно[8];
- Порте — в пехоте 10 рядовых составляли капральство (командующий — капрал), два капральства — отделение (сержант), два отделения — взвод (эфенди).